# Korean Existing Chemicals List
Die Korean Existing Chemicals List ist das südkoreanische Chemikalieninventar. 
Es besteht aus sechs verschiedenen Listen:
1. Korean Existing Chemicals List (KECL), allgemein auch ECL genannt
2. Toxic Chemicals List
3. Observational Chemicals List
4. Restricted Toxic Chemicals List
5. List of Chemicals Prohibited from Manufacture
6. Import and Use and the Non-toxic Chemicals List

Alle Stoffe, die nicht in der ersten Liste (ECL) enthalten sind, müssen angemeldet und einer toxikologischen Prüfung usw. unterzogen werden. Die ECL-Liste enthält ca. 36.000 Stoffe.
Das Korean Ministry of Environment (MOE) führte das Toxic Chemicals Control Act (TCCA) im Jahre 1991 ein. 
MOE überarbeitete das TCCL so, dass der Gebrauch von gefährlichen und giftigen Chemikalien in Südkorea überwacht werden konnte.  
In Übereinstimmung mit dem TCCL, müssen Importeure von chemischen Stoffen/Produkten entsprechende Angaben dem Korea Chemical Management Association (KCMA) gegenüber machen, was mitunter mit hohen Kosten verbunden sein kann.
Sind die Chemikalien/Bestandteile der Produkte im ECL gelistet, entfällt diese Nachweispflicht, da die Daten bekannt sind bzw. der Stoff/das Produkt schon vor dem Inkrafttreten des TCCL in Südkorea verwendet wurde.

## Beispiele verschiedener Chemikalien-Inventare
- REACH – EU
- AICS – Australian Inventory of Chemical Substances
- DSL – Canadian Domestic Substances List
- NDSL – Canadian Non-Domestic Substances List

- ENCS (MITI-Inventar) – Japanese Existing and New Chemical Substances (siehe Chemikalienrecht (Japan))
- PICCS – Philippine Inventory of Chemicals and Chemical Substances
- TSCA – Toxic Substances Control Act (seit 1976)
- CP65 - California Proposition 65
- IECSC – Inventory of Existing Chemical Substances Produced or Imported in China
- NECI – National Existing Chemical Inventory in Taiwan
- NZIoC – New Zealand Inventory of Chemicals
- Giftliste – Schweizer Giftlisten 1–3 (bis 2005)